# Große Riedlkarspitze
Große Riedlkarspitze är en bergstopp i Österrike.   Den ligger i distriktet Innsbruck-Land och förbundslandet Tyrolen, i den västra delen av landet, 400 km väster om huvudstaden Wien. Toppen på Große Riedlkarspitze är 2 585 meter över havet, eller 293 meter över den omgivande terrängen. Bredden vid basen är 3,5 km.
Terrängen runt Große Riedlkarspitze är huvudsakligen bergig, men åt sydväst är den kuperad. Runt Große Riedlkarspitze är det ganska tätbefolkat, med 166 invånare per kvadratkilometer.. Närmaste större samhälle är Innsbruck, 16,7 km söder om Große Riedlkarspitze. 
Trakten runt Große Riedlkarspitze består i huvudsak av gräsmarker.